# Puigpunyent
Puigpunyent (kastilisch Puigpuñent) ist eine der 53 Gemeinden der spanischen Baleareninsel Mallorca. Sie zählt 2.035 Einwohner (Stand: 2024), von denen im Jahr 2008 1398 im gleichnamigen Hauptort lebten. Im Jahr 2006 betrug der Ausländeranteil der Gemeinde 18,7 % (305), der Anteil deutscher Einwohner 5,2 % (84).

## Orte der Gemeinde
Zur Gemeinde Puigpunyent gehören folgende Orte:
- Galilea (291 / 291 Einwohner)
- Puigpunyent (1337 / 1398 Einwohner)
- Son Serralta (69 / 74 Einwohner)

Die Einwohnerzahlen in Klammern stammen vom 1. Januar 2008. Die erste Zahl gibt dabei die Einwohner der geschlossenen Ortschaften an, die zweite Zahl die Einwohner der Orte einschließlich der hinzu zu rechnenden „verstreut“ lebenden Bevölkerung außerhalb der eigentlichen Siedlungen. (Quelle: INE)

## Touristisches
Außer einem zu einem luxuriösen Landhotel ausgebauten ehemaligen herrschaftlichen Landgut verfügt der Ort über keine größeren Unterkünfte. An dem hübsch gestalteten Platz vor dem Rathaus gibt es eine beliebte Einkehrmöglichkeit, diese wird im Sommerhalbjahr viel von Radfahrern besucht.

## Wanderwege

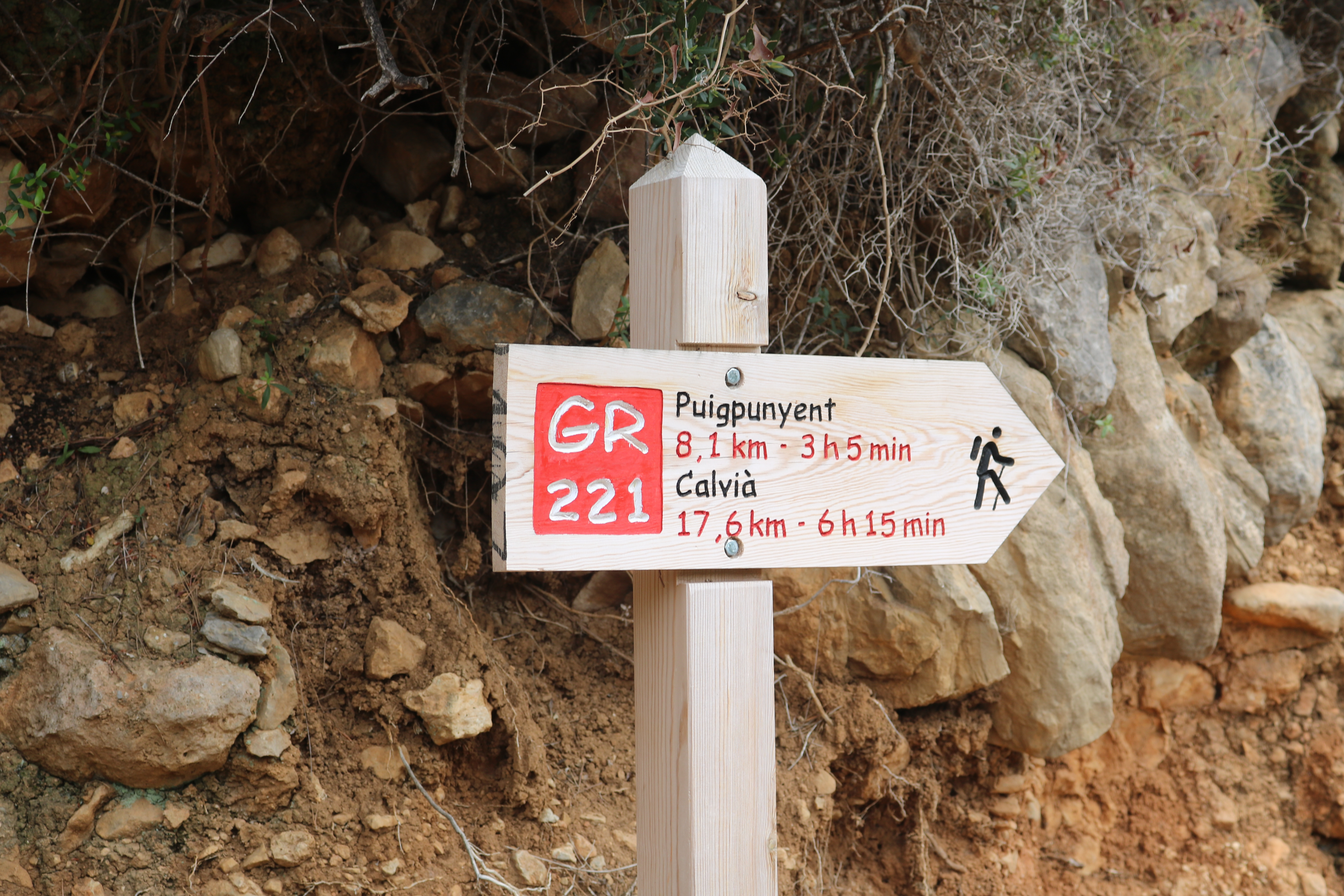
Wanderschild nach Puigpunyent

Puigpunyent liegt an einer Variante des Fernwanderwegs GR 221, der vom äußersten Südwesten der Insel durch die Serra de Tramuntana nach Port de Pollença führt. Am Rathaus beginnt zudem ein etwa 3½-stündiger ausgeschilderter Rundwanderweg über den Pass Es Grau. Auch ist der Ort Ausgangspunkt für die Besteigung des Puig de Galatzó.